# Velikaya (Chukotka)
Velikaya, cũng gọi là Bolshaya và Onemen (tiếng Nga: Великая, Большая, Онемен), là một sông dài 556 km tại khu tự trị Chukotka ở Viễn Đông Nga. Sông chảy theo hướng đông bắc từ dãy núi Koryak qua Anadyrskiy Liman (cửa sông Anadyr) vào biển Bering tại vịnh Anadyr. Diện tích lưu vực sông là 31.000 km². Velikaya (Великая) và Bolshaya (Большая) có nghĩa là "lớn" trong tiếng Nga.
Có một khu định cư nhỏ gần cửa sông gọi là Velikaya. Cá voi trắng thường xuất hiện tại vùng nước cửa sông.
Một trong các tên bản địa của sông là Echinku, vì vậy trong một số tài liệu vào thời Xô viết, sông còn được gọi là Velikaya-Echinku.